# Macabeo
Macabeo, macabéo, viura – biały szczep winorośli właściwej, przypuszczalnie pochodzący z regionu Penedès w  Katalonii, gdzie był wzmiankowany już w 1617 roku. Najpopularniejsza odmiana o białej skórce w północnej części Hiszpanii. Jeden z podstawowych szczepów do produkcji musującego wina cava oraz białych win Rioja. Popularny w Hiszpanii i południowej Francji.

## Pochodzenie
Odmiana pochodzi z północnej Hiszpanii. Jako macabeu winogrona były już wzmiankowane w 1617 w Vilafranca del Penedès. Stamtąd odmiana trafiła do południowej Francji (Roussillon) i była wysoko oceniana. Hrabia Odart twierdził jednak w 1845, że odmiana pochodzi z Bliskiego Wschodu.
Badania DNA dowiodły, że macabeo nie jest identyczne z odmianą alcañón z północnej Hiszpanii. Sugerują też pokrewieństwo z katalońską odmianą xarel·lo. Badania na ograniczonej liczbie markerów DNA wskazały jako odmiany rodzicielskie macabeo rzadkie odmiany hebén i brustiano faux, lecz ze względu na ograniczony zakres wyniki muszą zostać jeszcze potwierdzone.

## Charakterystyka
Późno wypuszcza pąki wiosną. Rośnie bujnie, a pędy bywają łamane przez wiatr. Wymaga cieplejszych, mało wilgotnych stanowisk. Macabeo jest bardzo wrażliwe na choroby grzybowe oraz nekrozę winorośli.

## Wina
Odmiana nadaje się do produkcji zwykłych win białych oraz musujących.	
Macabeo wnosi w wina nuty owocowe i kwasowość, a także rześkość i kwiatowy charakter.
Klasyczne białe wino Rioja zawiera 95% viury i 5% malvasii. Macabeo nadaje się zwłaszcza na wina, które nie są starzone w beczkach, w nowoczesnym stylu. Odmiana jest niewrażliwa na utlenianie.
Tradycyjnie macabeo było dodawane od czerwonych win Rioja, ale ten zwyczaj zanika.
Garnacha blanca bywa dodawana do gorszych roczników białej riojy, by wyrównać poziom alkoholu, jednak pogarsza bukiet wina.
Wachlarz odmian z Riojy jest uprawiany również w Navarrze, lecz odmianom miejscowym mogą towarzyszyć francuskie. Przykładowym połączeniem jest macabeo i chardonnay.

## Rozpowszechnienie
Uprawiana z dobrymi rezultatami w całej Hiszpanii: zarówno na północy (Rioja, Nawarra), w katalońskim regionie Costers del Segre, w regionie produkcji cavy, jak i na południowym zachodzie (Ribera del Guadiana). Winnice obsadzone macabeo zostały zarejestrowane także na Majorce.
W Penedès macabeo jest uprawiane, podobnie jak xarel·lo, przede wszystkim w podregionie Medio Penedès (Mitja Penedès).
Areał winnic w Hiszpanii obsadzonych macabeo sięgał w 2008 roku:
- 13 718 ha w całej Katalonii
- 5311 ha w regionie Kastylia-La Mancha
- 4987 ha w Aragonii
- inne ważne regiony to Rioja, DO Valencia i DO Extremadura.

Ze względu na zmniejszającą się powierzchnię upraw przeważają krzewy w starszym wieku.
Na mniejszą skalę macabeo jest uprawiane we Francji, w Dolinie Rodanu (apelacja Lirac, później szczep został wykluczony z apelacji) i Langwedocji-Roussillon. W pierwszej dekadzie XXI wieku areał francuskich winnic obsadzonych macabeo spadł o połowę (z 5200 ha w 2000 do 2628 ha w 2009).

## Synonimy
Podstawowymi nazwami są macabeo i viura. Inne to: charas blanc w Kalifornii, we Francji lardot, maccabéo i maccabeu (Roussillon). Spotyka się także nazwę vuera (regiony Rioja i Rueda) oraz blanca de daroca, cola de renard, forcalla, gredelin, lloza, macaban, perpignan, provensal, queue de renard, rossan, subirat, verdigell.